# Go!Go!いわて
『Go!Go!いわて』（ゴー!ゴー!いわて）は、2021年4月3日から岩手朝日テレビで放送されている岩手県向けの情報バラエティ番組である。

## 概要
岩手朝日テレビ（以降IAT）が2021年に開局25周年を迎えるにあたり、毎週土曜日の朝の情報番組をリニューアル。徹底的に岩手の皆さんに寄り添い双方向で番組を作り上ることをコンセプトに「岩手に住んでいることが誇りに思える」「元気いっぱいの生放送!!!」を行う、としている。
番組MCにはお笑いコンビ天津の木村卓寛を起用。放送枠は第1部が7:30〜8:00、第2部が9:30〜10:45の放送。
番組のスタジオセットは盛岡情報ビジネス&デザイン専門学校の生徒がデザインを担当。ロケで出会ったものや番組で作ったものをスタジオに飾っていく予定。MC席後方には、手書きイラストのあしらわれた岩手県地図が置かれている。
新聞の番組表（ラテ欄）および電子番組表（Gガイド）における記載題名は第1部、第2部ともに「Go!Go!いわて」となっており、クレジットタイトルは第2部のラストで表示している。
当番組終了後、「KICK OFF! IWATE」を同じスタジオから生放送している。

## 放送時間
いずれも土曜日の放送。
- 1部：7:30 - 8:00[2]
- 2部：9:30 - 10:45[2]

※毎年7月に開催の「夏の高校野球岩手大会実況中継」期間中は当番組が休止となる。放送局全体が期間中、高校野球中継に注力するため。当番組に出演しているIATアナも実況および各球場リポートを担当する。

※2022年以降年1回、「IAT熱血！5時間生テレビ」の放送で休止する（木村ほか当番組の出演者も参加する）。
1部と2部の間に『朝だ!生です旅サラダ』（朝日放送テレビ）をサンドイッチする形で放送している。ただし当番組と「旅サラダ」は一つの番組（コンプレックス枠）とはせず、それぞれ別番組としている。
終了直後、「KICK OFF! IWATE」の生放送も行われる（10:55～11:15）。出演者も共通しており、当番組の「第3部」のような形だが、これも別番組としている。

## 主なコーナー
※特記なき場合は初回から放送
※☆は第1部のみ、★は第2部のみ放送、☆★は第1部、第2部ともに放送
- Go!Go!ニュース☆→★→☆
1週間のニュースをわかりやすく深掘りする。
- 映画情報★
近日公開予定の映画を紹介する。
- 特集コーナー★
特集テーマを取り上げ県内各地を訪れる。
- まる得情報ライブ★
県内各地の情報やお得情報を紹介
- ふるさとお天気LIVE☆★
県内の天気情報を伝える
- ふるさと応援LIVE★
県内33市町村のうち1ヶ所を中継でつなぐ
- Go!Go!情報★→☆★
店舗等のPRをまとめて紹介する[注 2]
- IAT INFO★
IATで放送する番組情報を紹介
- 天津木村ホットライン★（4月10日 - ）
放送中、天津木村がある人物に電話をつなぐ[注 3]
- Go!Go!CAMP★（4月24日 - [注 4]）
キャンプやアウトドアに関する商品を紹介[注 5]
- ふるさと大好き！（2021年後半 - ）★
県内各市町村のPRを行う。
- なぜ？なに？いわて★（2022年4月1日 - ）
岩手県に関する不思議なことを取り上げる。
- クイズ！個人の意見です★（2023年〜）
視聴者が考えたクイズに挑戦する。

## 出演者
取材VTRは全員が担当している。中継リポーターは交代でスタジオレギュラーを兼ねる。
★:IATアナウンサー、◎:「KICK OFF! IWATE」兼務
- 木村卓寛（天津・MC）※天津木村名義◎[1][3][4][5][10]
- 石田瑠美子（進行）★
- アンダーエイジ（中継リポーター、よしもと岩手住みます芸人）[11]
- 仮屋未来（中継リポーター）★◎
（2022年4月2日 - ）
- 城戸今日子（中継リポーター）★
- 吉田悠真（中継リポーター、天の声）★◎
- 笹原知穂★

### ゲスト出演
- 伊藤剛臣、小松彩夏、村田秀亮、木梨憲武 （電話出演）、陣内智則、向清太朗（天津）、木村初男（天津木村の父）ほか

### 過去の出演者
- 照井七瀬（中継リポーター、当時★）
- 吉田有希（特集コーナーに不定期出演）[注 6]
- 山田美保子（電話出演）[注 7]
- 市橋里音奈（ナレーション、当時★）
- 上釜美憂（中継リポーター、当時★）
- 前田拓磨（中継リポーター、当時★）

## スタッフ
- TK : 岩崎佳輝
- ディレクター: 松舘守、古和田泰、小田島正幸、四戸俊行、高野真一郎[注 8]、及川洋平、鈴木寛弥[注 9]
- プロデューサー : 矢野一
- チーフプロデューサー : 阿部卓司
- 衣装協力 : ムラサキスポーツ、Rcawaii、SUIT SELECT
- スタジオ美術 : MCL盛岡情報ビジネス&デザイン専門学校、シモムラ
- 制作協力 : トラストネットワーク、きさくや
- 制作著作 : 岩手朝日テレビ

## テーマ曲
- テーマ曲「君は天然色」大瀧詠一